# St. Agnes (Steinbergen)

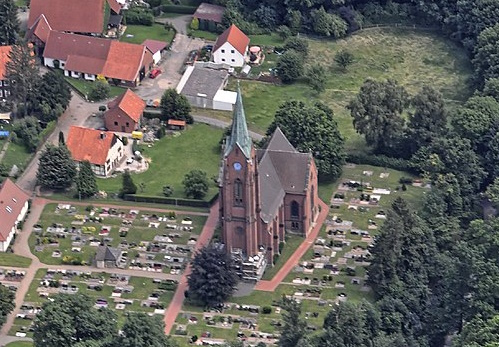
St. Agnes

Die evangelisch-lutherische denkmalgeschützte Kirche St. Agnes steht auf dem Kirchfriedhof von Steinbergen, einer Ortschaft der Stadt Rinteln im Landkreis Schaumburg von Niedersachsen. Die Kirchengemeinde gehört zur Evangelisch-Lutherischen Landeskirche Schaumburg-Lippe.

## Beschreibung
Die neugotische Kreuzkirche wurde 1888/90 von Joseph Wilhelm Richard erbaut. Sie hat den Kirchturm im Westen, ein Langhaus mit drei Jochen, ein Querschiff, einen Chor und eine fünfseitige Apsis. Die Wände werden von Strebepfeilern gestützt, zwischen denen sich spitzbogige Fenster befinden.
In den Querschiffen sind Emporen. Die Kirchenausstattung ist aus der Erbauungszeit, nur das Taufbecken stammt aus dem 17. Jahrhundert. Die Orgel mit 13 Registern, verteilt auf zwei Manuale und ein Pedal, wurde 1970 von den Gebrüdern Hillebrand gebaut und 2009 von Jörg Bente restauriert.